# The Butterfly Effect EP
The Butterfly Effect (EP) è il primo album della band alternative metal The Butterfly Effect. Un EP con 6 tracce che permise al gruppo di farsi conoscere in Australia, loro paese d'origine. Una radio locale contribuì in modo particolare al successo del gruppo, in quanto iniziò a trasmettere a rotazione le canzoni di questo EP, tanto da poter fare intraprendere al gruppo un tour locale molto ricco di date.

## Tracce
1. Black Lung – 4:18
2. The Cell – 4:58
3. Take It Away – 4:40
4. Sweet & Low – 3:15
5. Perfection – 4:55
6. Pure – 4:15

## Formazione
- Clint Boge
- Ben Hall
- Glenn Esmond
- Kurt Goedhart